# Джунь Михайло Іванович
Миха́йло Іва́нович Джунь — старший сержант Збройних сил України, учасник російсько-української війни, який загинув під час повномасштабного вторгнення Росії в Україну.

## Життєпис
Мешканець с. Китайгород Царичанського району Дніпропетровської області. Закінчив Криворізький державний педагогічний університет. З 2017 року проходив військову службу в Збройних силах України за контрактом. Під час російського вторгнення в Україну — старший сержант, головний сержант — командир бойової машини повітрянодесантного підрозділу 25 ОПДБр. Загинув 13 березня 2022 року в боях з агресором.

## Нагороди
- орден «За мужність» III ступеня (2022, посмертно) — за особисту мужність і самовіддані дії, виявлені у захисті державного суверенітету та територіальної цілісності України, вірність військовій присязі.[4]